# Gare de Dréan
La gare de Dréan est une gare ferroviaire algérienne située sur le territoire de la commune de Dréan, dans la wilaya d'El Tarf.

## Situation ferroviaire
La gare est située au nord de la ville de Dréan, sur la ligne d'Annaba à Djebel Onk. Elle est précédée de la gare de Chebaita Mokhtar et suivie de celle de Chihani Bachir.

## Service des voyageurs

### Desserte
La gare de Dréan est desservie par les trains régionaux des liaisons :
- Annaba - Tébessa[1] ;
- Annaba - Chihani Bachir[2].